# اینگی
اینگی (به لاتین: Ainggye) یک منطقهٔ مسکونی در میانمار است که در ناحیه ماندالی واقع شده‌است.